# Maureen Stapleton
Lois Maureen Stapleton (Troy, Nova York, 21 de juny de 1925 - Lenox, Massachusetts, 13 de març de 2006), va ser una actriu, directora i compositora de músiques de pel·lícules estatunidenca. Ha estat un dels membres de l'Acadèmia de les Arts i les Ciències Cinematogràfiques dels Estats Units.
Fou premiada amb els premis Tony, Emmy, Grammy, Globus d'Or i Actors Studio. També va estar nominada quatre cops al premi Oscar, que obtingué el 1981, interpretant l'anarquista Emma Goldman a Reds, amb el qual era reconeguda com una de les principals actrius del món.

## Biografia
Maureen Stapleton va néixer el 21 de juny de 1925 a Troy (Nova York), de religió catòlica i ascendència irlandesa.
El 1951 es va consagrar amb el paper de la vídua siciliana Serafina delle Rose a Broadway a La rosa tatuada, de Tennessee Williams, amb Elli Wallach. Reemplaçava Anna Magnani, que ho va deixar per no dominar l'anglès; per la seva interpretació Stapleton va guanyar el primer Premi Tony de la seva carrera. Anys més tard va estrenar un altre paper originalment pensat per a la Magnani: Lady Torrance, a Orpheus descending, del mateix autor, amb la qual obtingué una nominació al Tony.
El 1967 va fer Plaza Suite, de Neil Simon, dirigida per Mike Nichols, amb George C. Scott; posteriorment el dramaturg li va escriure The Gingerbread Lady, per la qual va obtenir un altre premi Tony. També va ser nominada per un premi Tony per la seva actuació en The Little Foxes en un duel interpretatiu amb Elizabeth Taylor.
El 1981 va ser incorporada al Hall de la fama del teatre i va rebre el premi Actor's Studio el 1980.
En la pel·lícula Interiors, de Woody Allen, va compartir l'escena amb Geraldine Page, i totes dues van ser nominades per a l'Oscar aquell any.
Va estar casada amb l'actor David Rayfiel durant tres anys i amb Max Allentuck, pare dels seus dos fills (Daniel i Katherine), entre 1949 i 1959. Va sostenir un llarg idil·li amb el productor George Abbott. Va ser amiga de Montgomery Clift, que havia estat company seu de repartiment a Cors solitaris i de Marlon Brando, amb qui havia compartit apartament en els dies de l'Actor's Studio.
El 1995 va escriure la seva autobiografia, A Hell of a Life, amb la col·laboració de Jane Scovell.
Morí el 13 de març de 2006 a Lenox (Massachusetts) a causa de problemes pulmonars crònics.

## Filmografia
Les seves pel·lícules més destacades són:
| Any  | Pel·lícula                                | Paper                      | Other notes |
| ---- | ----------------------------------------- | -------------------------- | --- |
| 1958 | All the King's Men                        |                            | TV; Nominada - Premi Emmy |
| 1958 | Lonelyhearts                              | Fay Doyle                  | Nominada - Oscar a la millor actriu secundària Nominada - BAFTA a la millor actriu secundària Nominada - Globus d'Or a la millor actriu secundària |
| 1959 | The Fugitive Kind                         | Vee Talbot                 | |
| 1961 | Vu du pont                                | Beatrice Carbone           | aka A View from the Bridge |
| 1963 | Bye Bye Birdie                            | Mama Mae Peterson          | |
| 1967 | Among the Paths to Eden                   | Mary O'Meaghan             | TV; Premi Emmy |
| 1969 | Truman Capote's Trilogy                   | Mary O'Meaghan             | |
| 1970 | Airport                                   | Inez Guerrero              | Globus d'Or a la millor actriu secundària Nominada - Oscar a la millor actriu secundària                                                           |
| 1971 | Plaza Suite                               | Karen Nash                 | Nominada - Globus d'Or a la millor actriu secundària                                                                                               |
| 1971 | Estiu del 42 (Summer of 42)               | mare de Hermie             | Veu (no surt als crèdits) |
| 1972 | Dig                                       | Mare                       | |
| 1974 | Voyage to Next                            | Mare terra                 | Veu |
| 1975 | Queen of the Stardust Ballroom            | Beatrice 'Bea' Asher       | Nominada - Premi Emmy |
| 1977 | The Gathering                             | Kate Thornton              | Nominada - Premi Emmy |
| 1978 | Interiors                                 | Pearl                      | Nominada - Oscar a la millor actriu secundària Nominada - Globus d'Or a la millor actriu secundària                                                |
| 1979 | The Runner Stumbles                       | Mrs. Shandig               | |
| 1979 | Lost and Found                            | Jemmy                      | |
| 1981 | Rojos (Reds)                              | Emma Goldman               | Oscar a la millor actriu secundària BAFTA a la millor actriu secundària Nominada - Globus d'Or a la millor actriu secundària                       |
| 1981 | The Fan                                   | Belle Goldman              | |
| 1981 | On the Right Track                        | Mary the Bag Lady          | |
| 1982 | The Electric Grandmother                  | Àvia                       | TV |
| 1984 | Johnny perillosament (Johnny Dangerously) | Ma Kelly                   | |
| 1985 | Cocoon                                    | Marilyn Luckett            | |
| 1986 | Heartburn                                 | Vera                       | |
| 1986 | The Cosmic Eye                            | Mare Terra                 | Veu |
| 1986 | The Money Pit                             | Estelle                    | |
| 1987 | Nuts                                      | Rose Kirk                  | |
| 1987 | Made in Heaven                            | Aunt Lisa                  | |
| 1987 | Sweet Lorraine                            | Lillian Garber             | |
| 1988 | Liberace: Behind the Music                | Frances Liberace           | TV |
| 1988 | The Thorns                                | Peggy/Mrs. Hamilton        | TV series |
| 1988 | Doin' Time on Planet Earth                | Helium Balloon Saleslady   | |
| 1988 | Cocoon: The Return                        | Marilyn 'Mary' Luckett     | |
| 1989 | B.L. Stryker                              | Auntie Sue (1 episodi)     | Nominada - Premi Emmy |
| 1992 | Lincoln                                   | Sarah Bush Lincoln         | TV, veu |
| 1992 | Miss Rose White                           | Tanta Perla                | Nominada - Premi Emmy |
| 1994 | Trading Mom                               | Mrs. Cavour                | |
| 1994 | The Last Good Time                        | Ida Cutler                 | |
| 1995 | Road to Avonlea                           | Maggie MacPhee - 1 episodi | Nominada - Premi Emmy |
| 1996 | My Universe Inside Out                    |                            | Voice |
| 1997 | Addicted to Love                          | Nana                       | |
| 1998 | Wilbur Falls                              | Secretària                 | |
| 2003 | Living and Dining                         | Mrs. Lundt                 | |